# Jacques de Sores

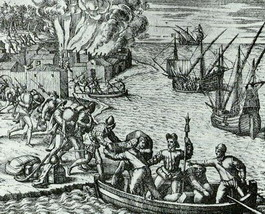
De aanval op Havana in 1555

Jacques de Sores was een Franse piraat die vooral bekend is geworden om zijn aanval op Havana in 1555.
Hij was de leider van een bende hugenotenpiraten en een hoge ondergeschikte van een andere Franse piraat, François Le Clerc. 
De twee waren in 1553 uit Frankrijk vertrokken met drie schepen in opdracht van Frans I van Frankrijk, die jaloers was op de rijkdom die vanuit de Nieuwe Wereld naar Spanje terugkeerde. In 1554 had Le Clerc, maar het kan ook Sores zijn geweest of allebei, de Cubaanse plaats Santiago de Cuba aangevallen.
In 1555 volgde een aanval op Havana. De Sores had een onbekend aantal schepen en mannen tot zijn beschikking, maar Havana was licht verdedigd en het kostte hem weinig moeite om de plaats in te nemen. De Sores hoopte goud en zilver te vinden, maar dat was niet aanwezig. Hij nam de bevolking in gijzeling en hij eiste losgeld. Dit werd niet betaald en hij verwoestte het fort van La Fuerza Vieja en legde het grootste deel van de stad in as. Hij zette ook de schepen in brand en een groot deel van het omliggende platteland.
Het gemak waarmee De Sores Havana had veroverd, bracht de Spaanse kroon ertoe om een grootschalig versterkingsprogramma te starten. Het Castillo de la Real Fuerza werd gebouwd om de Vieja Fuerza te vervangen en later werden het Castillo de los Tres Reyes Magos del Morro en het kleinere Castillo San Salvador de la Punta aan weerszijden van de ingang van de haven van Havana gebouwd.
Op 15 juli 1570 liet De Sores 40 jezuïeten vermoorden en gooide hun lichamen in de zee bij Tazacorte aan de westkust van La Palma. De 40 werden zalig verklaard door Paus Pius IX op 11 mei 1854. Op de plek liggen kruisen op de zeebodem om de plek van deze moordpartij te markeren.